# فيليب فايت
فيليب فايت (بالألمانية: Philipp Veit)‏ رسام رومانسي ألماني ولد في يوم 13 فبراير 1793 في برلين في مملكة بروسيا ورسم هذا الرسام رسوم عن الثورة الألمانية في سنة 1848 وتعلم الرسم من كاسبر ديفيد فريدريك توفي في 18 ديسمبر 1877 في مدينة ماينتس.

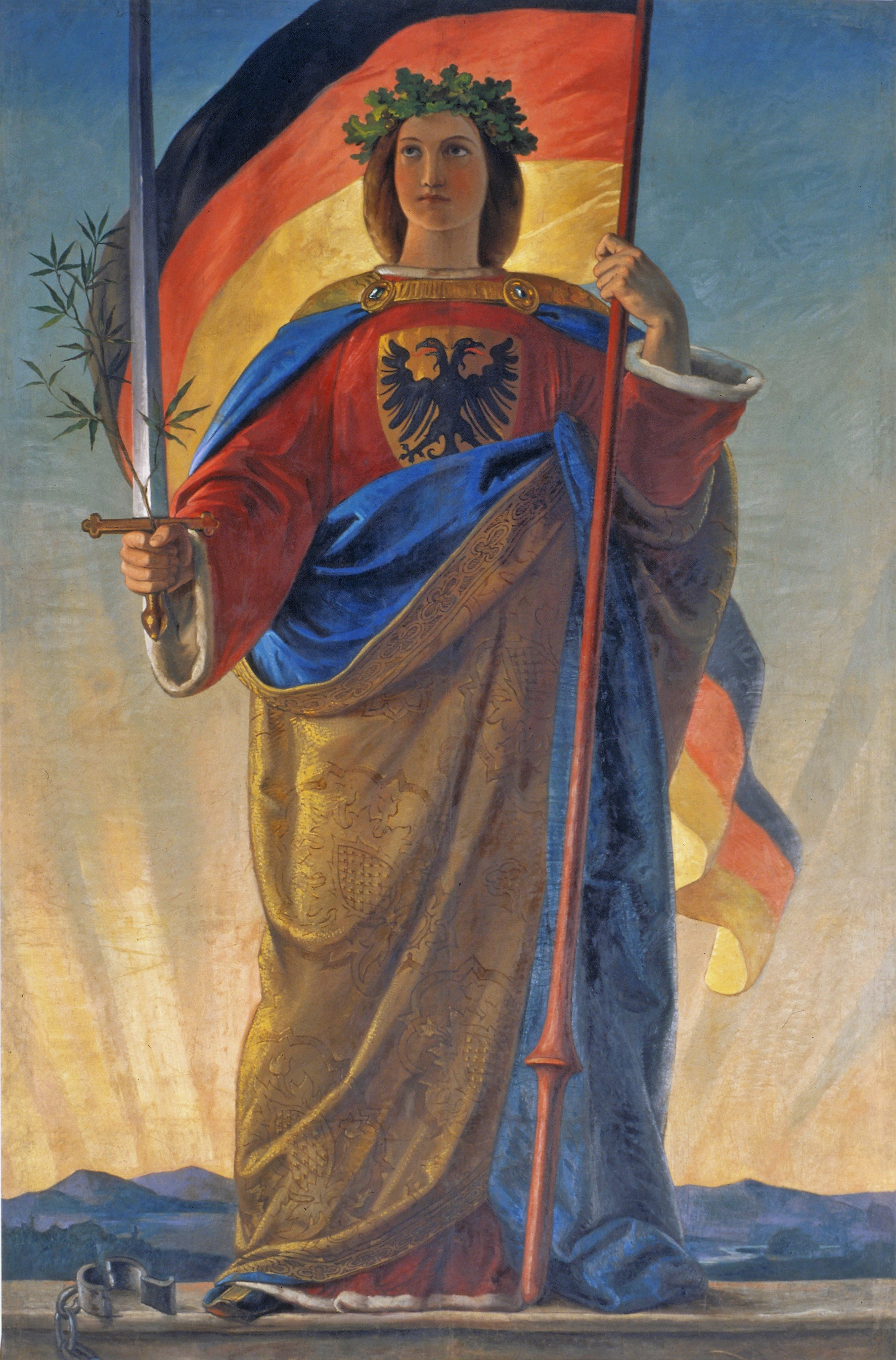
رسم تجسيدي للثورة الألمانية لفيليب فايت

## معرض صور

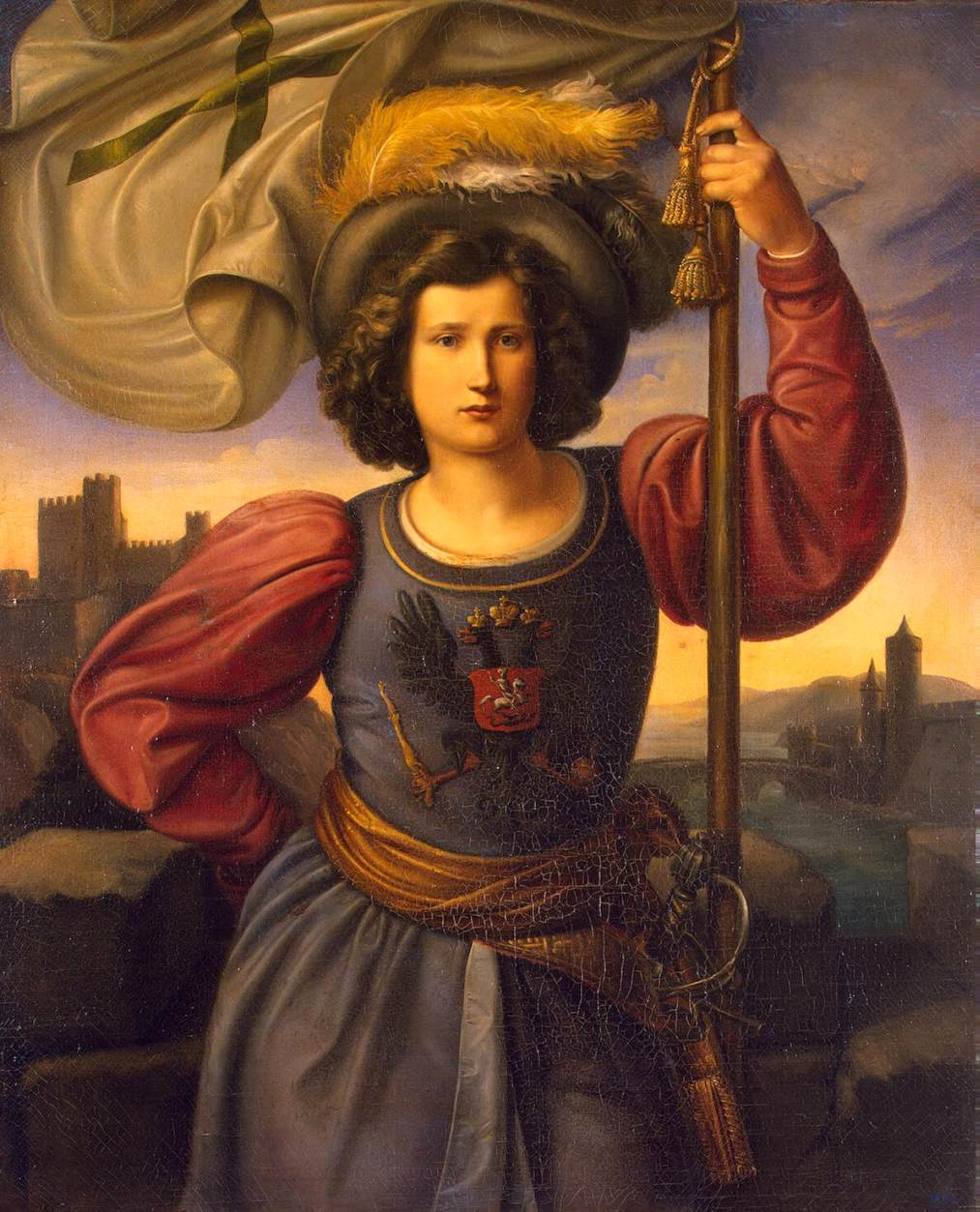
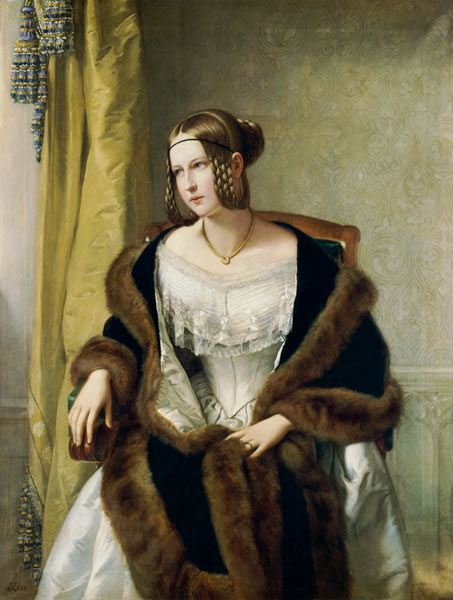
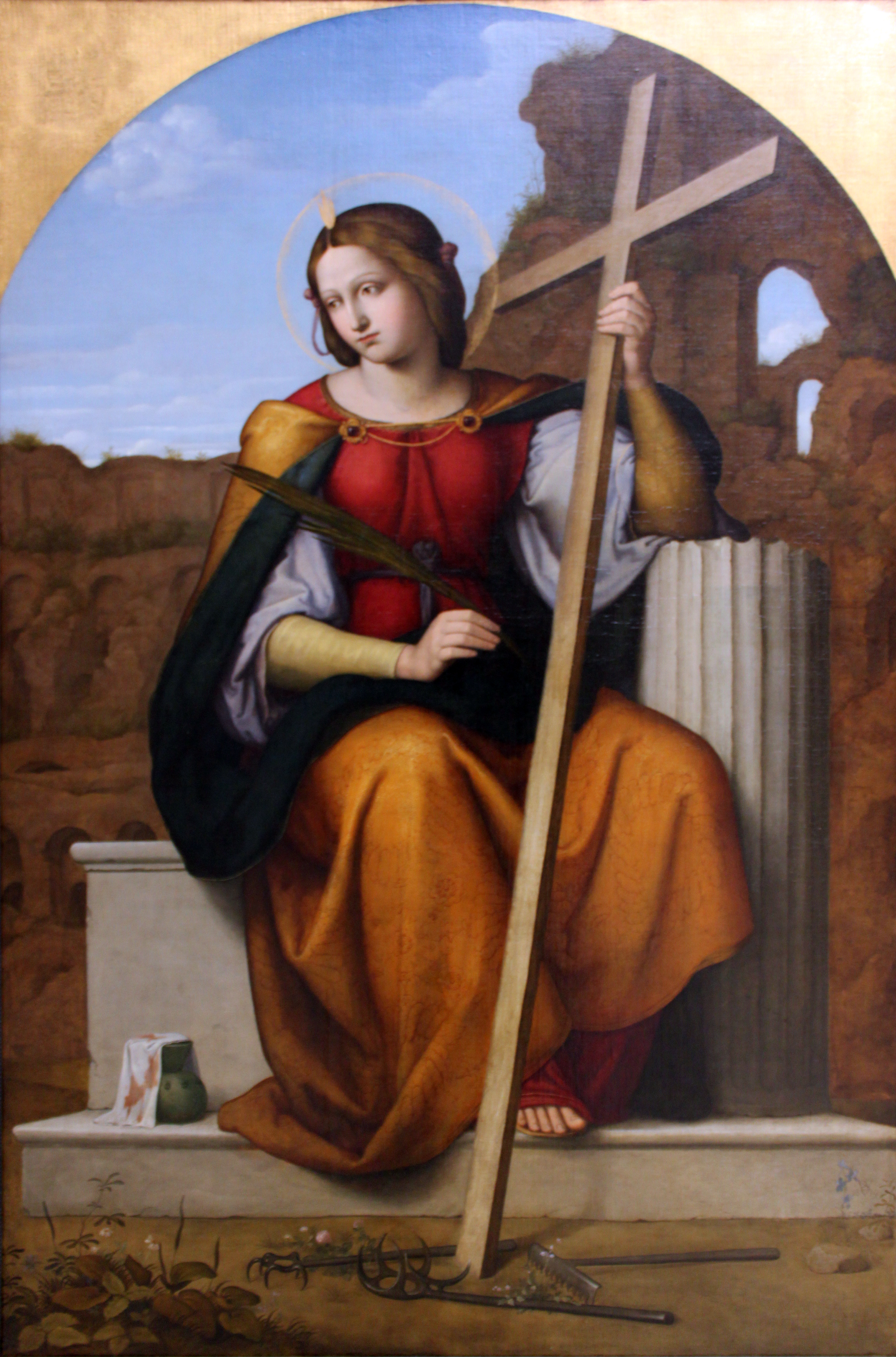
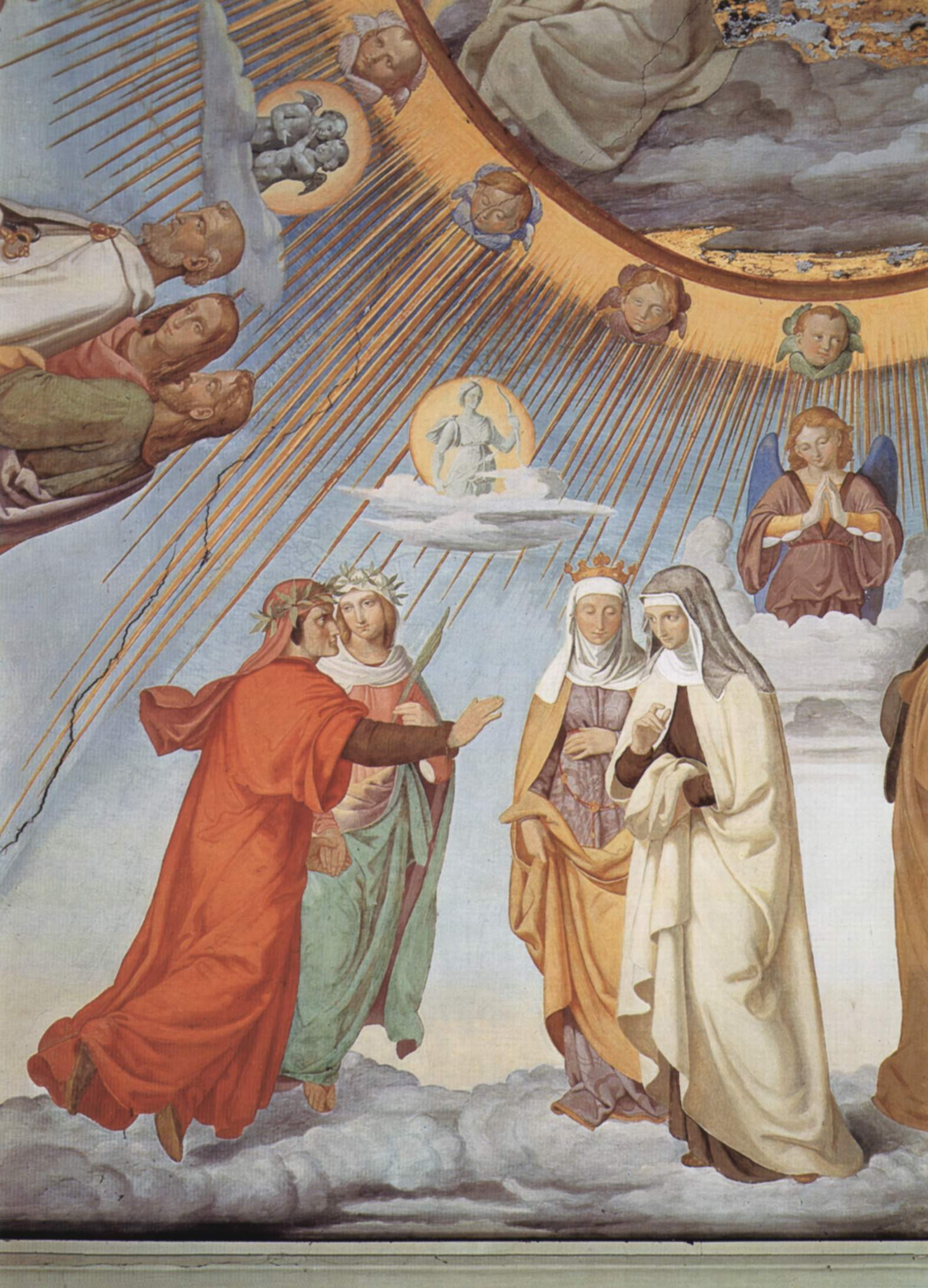

## روابط خارجية
- فيليب فايت على موقع ميوزك برينز (الإنجليزية)